# Giovanni Battista Tarilli
Giovanni Battista Tarilli (* 1549 in Cureglia; † 1614 ebenda) war ein schweizerisch-italienischer Maler und Miniaturist.

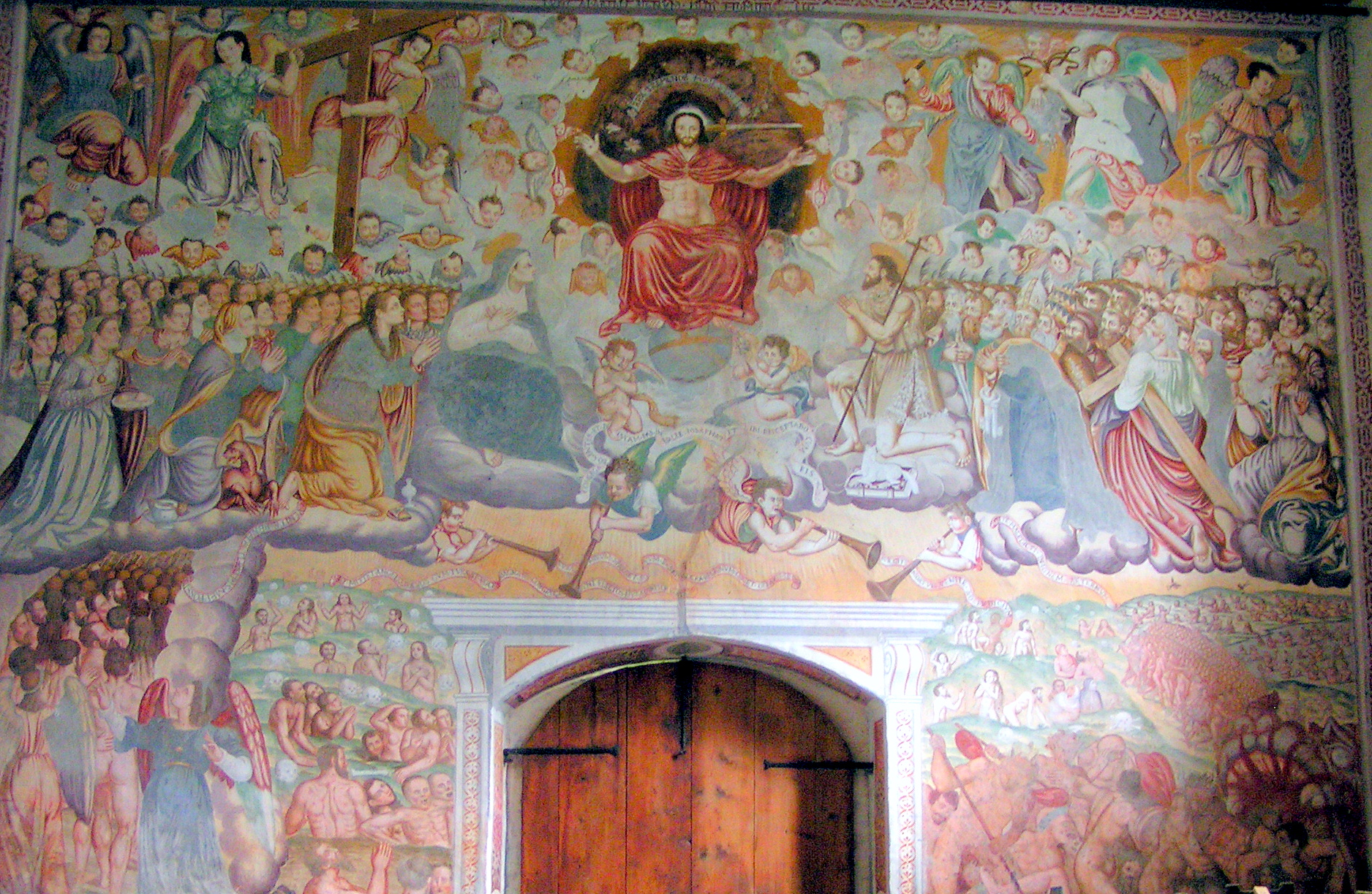
Giovanni Battista Tarilli, Jüngstes Gericht (1589), Chiesa di San Pellegrino (Giornico)

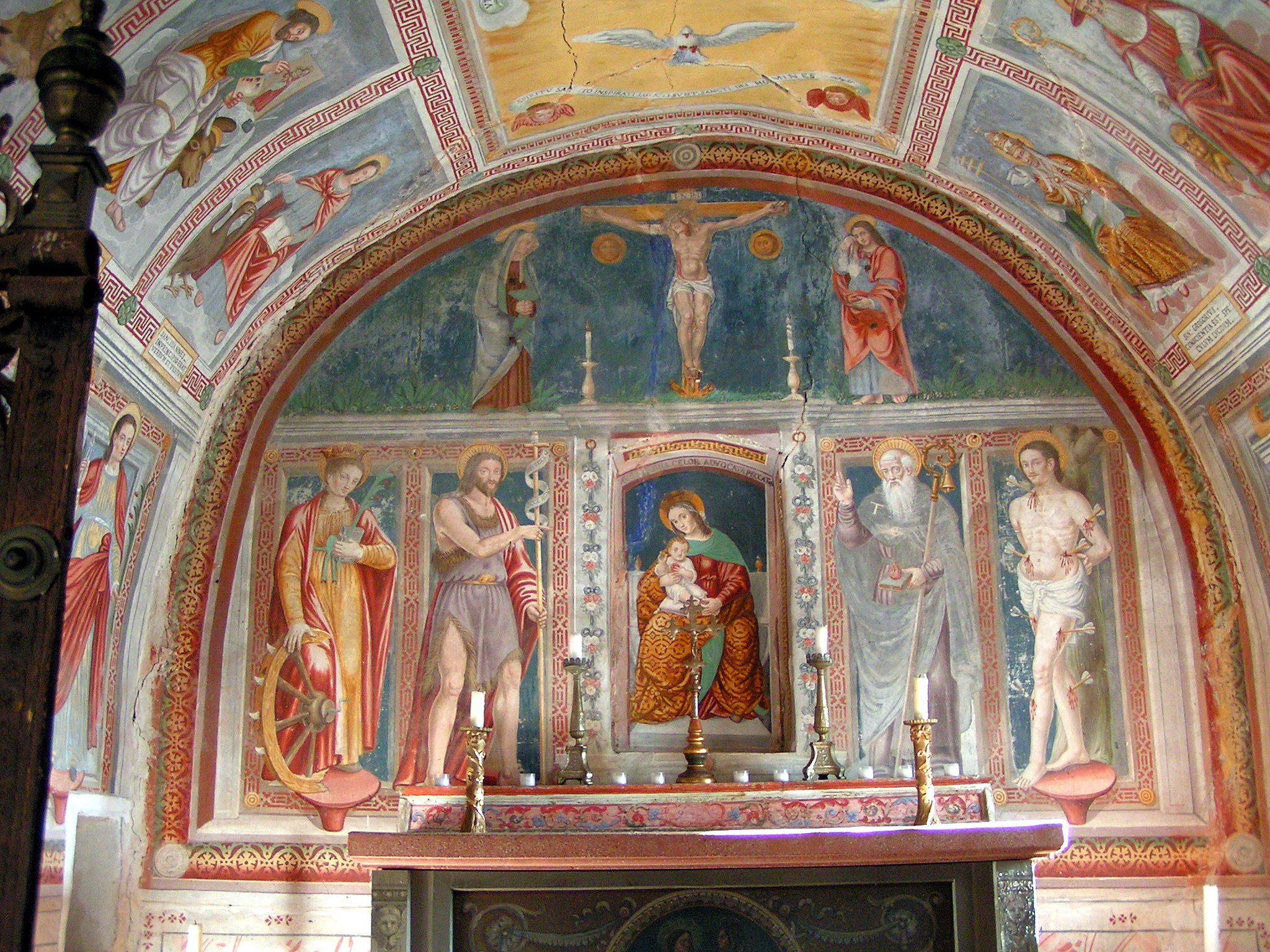
Giovanni Battista Tarilli, Presbyterium der Kirche Santa Maria del Castello (Semione)

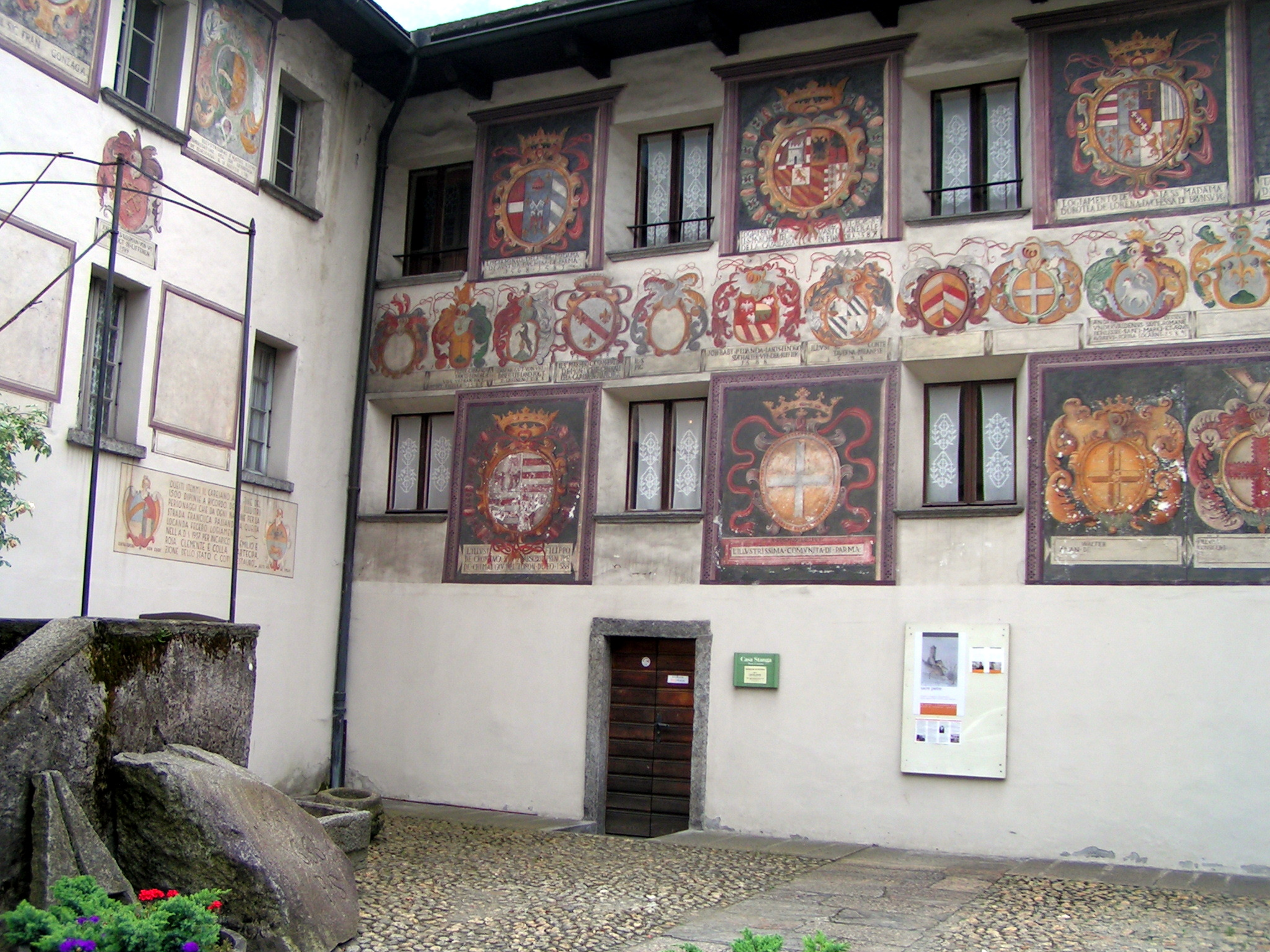
Giovanni Battista Tarilli, Fassade der Casa Stanga Giornico

## Leben
Über diesen Maler ist wenig bekannt; was wir über sein Geburtsdatum wissen, verdanken wir den Schriften seines Bruders Domenico Tarilli, des Pfarrers von Cureglia. Das Haus, in dem er mit seiner Frau und seinen beiden Söhnen, die ebenfalls Maler waren, lebte, steht noch heute in der Gemeinde. Im Inneren kann man Fresken aus den Jahren 1558 und 1612 sehen, mit den Wappen der Familie Tarilli und der Familie Rusca, der Abstammung seiner Frau. 
Der Maler machte seine ersten Schritte als Autodidakt; er ging später nach Mailand, wo er sein Handwerk erlernte und seine ersten Werke ausführte: Eine Leinwand mit der Pietà und Heiligen aus dem Jahr 1574 für die Kirche San Martino in Compito, die heute in Rho (Lombardei) aufbewahrt wird, und die Fresken von 1581 in der Abtei San Donato in Sesto Calende und in Bizzarone. Werke, die von lombardischen Meistern des 16. Jahrhunderts wie Bramantino, Bernardino Luini und Leonardo da Vinci inspiriert sind.
Im Jahr 1574 wurde Sohn Cipriano geboren und im Jahr 1581 Giovan Domenico. Sie halfen ihrem Vater bald zusammen mit ihrem Neffen Giovanni Domenico Caresana bei der Malerei und gründeten eine renommierte Werkstatt, die Tarilli da Cureglia. Diese erlangte im gesamten Gebiet des heutigen Kantons Tessin, das damals in verschiedene Vogteien der Schweiz aufgeteilt war, Berühmtheit. Vor allem in den Drei Ambrosianischen Tälern war die Arbeit der Tarilli-Werkstatt wichtig, im Gefolge der Erneuerung des Konzils von Trient und auf dringenden Wunsch von Karl Borromäus, dem Bischof dieser Gebiete: im Tal von Blenio im Oratorium Santa Maria delle Grazie in Sommascona, in der Kirche Santa Maria del Castello und in Pontironetto, in Giornico in der Nähe der Casa Stanga und in der Kirche San Pellegrino, an der Strasse zur Gola della Biaschina, wo er 1589 ein Jüngstes Gericht, Propheten, Laster und Tugenden malte.
Der grosse Bilderzyklus im Kirchenschiff der Kirche Santi Nazzaro e Celso in Scaria stammt aus dem Jahr 1588. Zwischen 1594 und 1598 hielten sich die Tarillis in Lugano auf, wo sie im Auftrag des Consiglio del Borgo Miniaturwerke  lieferten. Im Jahr 1595 freskierten sie die Wallfahrtskirche der Santa Maria del Sasso in Morcote. Zu Beginn des 17. Jahrhunderts arbeitete Tarilli mithilfe seiner Söhne an verschiedenen dekorativen Zyklen in Corzoneso und in Villa Bedretto. Aus dem Jahr 1606 stammen die Fresken an der Fassade des Oratoriums von San Carlo in Semione. Zu seinen letzten Werken gehören ein Werk in der Valle Leventina im Oratorium von Brugnasco und ein Altarbild aus dem Jahr 1614 für die Kirche Santa Marta in Lugano, das verloren gegangen ist.